# Национальный состав Нидерландов
Национальный состав Нидерландов образуют автохтонные этнические группы — голландцы и фризы, и аллохтоны — иммигранты и их потомки.

## Автохтонные этнические группы
Автохтонное население Нидерландов составляют голландцы (~74% от всего населения) и фризы (~4%).

### Голландцы
Голландцы — крупнейший коренной народ Нидерландов. Являются потомками древнегерманских племен, живших на территории современных Нидерландов — Батавов и Франков. Говорят на голландском языке — официальном языке Нидерландов. Составляют большинство во всех провинциях, за исключением Фрисландии. Родственны другим германским народам — немцам, англичанам и фризам. Во многом разделяют общее происхождение и культуру с говорящими на том же языке Фламандцами — населением Фландрии, которая в 1830 году, отделившись от Нидерландов, стала частью Бельгии.

#### Фризы
Фризы — крупнейшее национальное меньшинство Нидерландов. Потомки германских племен — древних Фризов. Говорят на Фризском языке, входящем в Германскую группу языков. Составляют большинство населения Фрисландии. Родственны другим германским народам — англичанам, голландцам и немцам.

## Аллохтоны
Аллохтоны — не коренные этнические группы. В Нидерландах насчитывается 3 миллиона 752 тысячи аллохтонов (по критериям статбюро Нидерландов — лица, хотя бы один из родителей которых рожден за пределами страны), что составляет 23 % от населения.

### История иммиграции в Нидерланды
После обретения независимости Соединенные Провинции стали одной из самых процветающих стран Европы, и многие жители европейских стран начали переселяться в Нидерланды в поисках лучшей жизни. До второй половины XX века немцы составляли крупнейшую группу иммигрантов, а общий объем иммиграции был сравнительно небольшим. Начиная с 1960-х годов темпы иммиграции выросли, в основном за счет иностранных рабочих из стран Европы и Ближнего Востока, а также выходцев из бывших колоний.

### Основные иммигрантские группы

#### 1. Турки
Турецкие рабочие-мигранты начали прибывать в Нидерланды начиная с 1960-х годов. Тысячи турецких рабочих нанимались голландскими компаниями вплоть до 1970-х годов. Также многие беженцы из Турции, в основном курды и ассирийцы, получили в Нидерландах убежище. На 2016 год в Нидерландах насчитывалось 397 тысяч выходцев из Турции, в основном турок и курдов (~10 %).

#### 2. Марокканцы
Иммигранты из Марокко стали прибывать в Нидерланды в качестве иностранных рабочих начиная с 1960-х годов. Большинство марокканцев прибыло с горного региона Эр-Риф. На 2016 год в Нидерландах насчитывалось 385 тысяч выходцев из Марокко.

#### 3. Индонезийцы
До 1945 года Индонезия была колонией Нидерландов. Значительное число голландских переселенцев осело в колонии и частично смешалось с местным населением. Эта группа людей получила название Индо-Нидерландцев (Indische Nederlanders). После обретения Нидерландами независимости большинство Индо-Нидерландцев переселилось в Нидерланды.  На 2016 год в Нидерландах насчитывалось 366 тысяч выходцев из Индонезии.

##### 4. Немцы
Немцы долгое время были крупнейшей иммигрантской группой в Нидерландах. Процветание Голландской Республики стало причиной прибытия многих немецких переселенцев в XVI и XVII веках. В XIX и XX веках широкомасштабная миграция из Германии продолжилась. Значительное число трудовых мигрантов из Германии начало прибывать с 1960 года. На 2016 год в Нидерландах насчитывалось 360 тысяч человек немецкого происхождения.

##### 5. Суринамцы
Суринам был голландской колонией с 1667 по 1975 год. Голландцы привезли в Суринам рабов из Африки для работы на плантациях, а также контрактных рабочих из Индии, Китая и Явы, составивших основное население колонии. Иммиграция из Суринама имела место в течение всего колониального периода, но большинство суринамцев переселилось в Нидерланды в 1970-е годы. Большинство представителей суринамской общины в Нидерландах имеют африканское и индийское происхождение. На 2016 год в Нидерландах насчитывалось 349 тысяч выходцев из Суринама.

## Страны происхождения жителей Нидерландов[1]
Статистическое Бюро Нидерландов ведет статистику происхождения населения. Страной происхождения считается страна рождения, а в случае если ею являются Нидерланды — страна рождения родителей. Таким образом учитываются иммигранты первого и второго поколений.
| Место | Страна происхождения | Численность | %      | Основные этнические группы            |
| ----- | -------------------- | ----------- | ------ | ------------------------------------- |
| 1     | Нидерланды           | 13226,829   | 77,9 % | Голландцы, Фризы                      |
| 2     | Турция               | 397,471     | 2,3 %  | Турки, Курды                          |
| 3     | Марокко              | 385,761     | 2,3 %  | Арабы, Берберы                        |
| 4     | Индонезия            | 366,849     | 2,2 %  | Индо-Нидерландцы                      |
| 5     | Германия             | 360,116     | 2,1 %  | Немцы                                 |
| 6     | Суринам              | 349,022     | 2,1 %  | Афросуринамцы, Индо-Суринамцы, Яванцы |
| 7     | Нидерландские Антилы | 150,981     | 0,9 %  | Афроантильцы                          |
| 8     | Польша               | 149,836     | 0,9 %  | Поляки                                |
| 9     | Бельгия              | 116,389     | 0,7 %  | Фламандцы, Валлоны                    |
| 10    | Великобритания       | 84,466      | 0,5 %  | Англичане, Шотландцы, Валлийцы        |
| 11    | Югославия (бывш.)    | 84,243      | 0,5 %  | Сербы, Хорваты, Албанцы               |
| 12    | СССР (бывш.)         | 80,013      | 0,5 %  | Русские, Украинцы, Латыши             |
| 13    | Китай                | 68,697      | 0,4 %  | Китайцы                               |
| 14    | Ирак                 | 56,269      | 0,3 %  | Арабы, Курды, Ассирийцы               |
| 15    | Италия               | 48,366      | 0,3 %  | Итальянцы                             |
| 16    | Афганистан           | 44,339      | 0,3 %  | Пуштуны, Таджики                      |
| 17    | Сирия                | 43,838      | 0,3 %  | Арабы, Курды, Ассирийцы               |
| 18    | Франция              | 42,070      | 0,2 %  | Французы                              |
| 19    | Испания              | 41,572      | 0,2 %  | Испанцы, Каталонцы, Баски             |
| 20    | Сомали               | 39,465      | 0,2 %  | Сомалийцы                             |
| 21    | США                  | 38,494      | 0,2 %  |                                       |
| 22    | Иран                 | 38,458      | 0,2 %  | Персы, Курды                          |
| 23    | Индия                | 32,682      | 0,2 %  | Хиндустанцы, Маратхи, Тамилы          |
| 24    | Болгария             | 25,675      | 0,2 %  | Болгары, Турки                        |
| 25    | Португалия           | 24,930      | 0,1 %  | Португальцы                           |
| 26    | Бразилия             | 23,675      | 0,1 %  |                                       |
| 27    | Египет               | 23,198      | 0,1 %  | Арабы, Копты                          |
| 28    | Гана                 | 23,196      | 0,1 %  | Аканы                                 |
| 29    | Румыния              | 23,020      | 0,1 %  | Румыны                                |
| 30    | Кабо-Верде           | 22,157      | 0,1 %  | Кабовердцы                            |
| 31    | Пакистан             | 22,447      | 0,1 %  | Пенджабцы, Синдхи, Пуштуны            |
| 32    | Вьетнам              | 21,435      | 0,1 %  | Вьетнамцы                             |
| 33    | Греция               | 20,769      | 0,1 %  | Греки                                 |
| 34    | Филиппины            | 20,073      | 0,1 %  | Тагальцы                              |
| 35    | ЮАР                  | 19,877      | 0,1 %  | Африканеры                            |
| 36    | Таиланд              | 19,513      | 0,1 %  | Тайцы                                 |
| 37    | Гонконг              | 18,300      | 0,1 %  | Китайцы                               |
|       | Другие               | 424,621     | 2,4 %  |                                       |
|       | Всего                | 16979,120   | 100 %  |                                       |

### Страны происхождения жителей крупнейших городов[9]
Ниже представлена доля крупнейших национальностей в населении крупнейших городов (муниципалитетов)
| Место | Страна Происхождения | Амстердам | Роттердам | Гаага  | Утрехт | Эйндховен | Пять крупнейших муниципалитетов (всего) | Остальные муниципалитеты |
| ----- | -------------------- | --------- | --------- | ------ | ------ | --------- | --------------------------------------- | ------------------------ |
| 1     | Нидерланды           | 48,3 %    | 50,2 %    | 48,0 % | 67,0 % | 67,4 %    | 52,9 %                                  | 82,3 %                   |
| 2     | Турция               | 5,1 %     | 7,6 %     | 7,5 %  | 4,1 %  | 4,6 %     | 6,0 %                                   | 1,7 %                    |
| 3     | Марокко              | 9,0 %     | 6,8 %     | 5,9 %  | 8,8 %  | 2,7 %     | 7,2 %                                   | 1,4 %                    |
| 4     | Индонезия            | 3,1 %     | 1,9 %     | 3,5 %  | 2,4 %  | 2,7 %     | 2,8 %                                   | 2,1 %                    |
| 5     | Германия             | 2,2 %     | 1,5 %     | 1,9 %  | 1,6 %  | 2,2 %     | 1,9 %                                   | 2,2 %                    |
| 6     | Суринам              | 7,9 %     | 8,4 %     | 9,0 %  | 2,3 %  | 1,7 %     | 6,9 %                                   | 1,2 %                    |
|       | Другие               | 24,4 %    | 23,5 %    | 24,3 % | 13,7 % | 18,7 %    | 22,3 %                                  | 9,2 %                    |
|       | Всего                | 100 %     | 100 %     | 100 %  | 100 %  | 100 %     | 100 %                                   | 100 %                    |

### Страны происхождения жителей регионов[10]
Ниже представлена доля крупнейших национальностей в населении регионов
| Место | Страна Происхождения | Запад  | Юг     | Восток | Север  |
| ----- | -------------------- | ------ | ------ | ------ | ------ |
| 1     | Нидерланды           | 71,6 % | 81,2 % | 83,5 % | 88,9 % |
| 2     | Турция               | 3,1 %  | 1,7 %  | 2,2 %  | 0,5 %  |
| 3     | Марокко              | 3,5 %  | 1,6 %  | 1 %    | 0,3 %  |
| 4     | Индонезия            | 2,5 %  | 1,9 %  | 2 %    | 1,5 %  |
| 5     | Германия             | 1,6 %  | 3,1 %  | 2,3 %  | 1,9 %  |
| 6     | Суринам              | 3,4 %  | 0,6 %  | 1,2 %  | 0,7 %  |
|       | Другие               | 14,3 % | 9,8 %  | 7,7 %  | 6,3 %  |
|       | Всего                | 100 %  | 100 %  | 100 %  | 100 %  |